# Polmorla
Polmorla – osada w Anglii, w Kornwalii. Leży 66 km na północny wschód od miasta Penzance i 349 km na zachód od Londynu.